# Georg Kern (Musikverleger)
Georg Kern (* 15. Jahrhundert in Geisenhausen; † 16. Jahrhundert) war ein deutscher Gesangmeister und Musikverleger. Er war Gesangmeister des Landgrafs Philipp I. 1525 druckte er auf einem Bogen Quart ein Lied Hans Sachs’ und außerdem drei geistliche Lieder vom Worte Gottes. Das sollte den Landgrafen dazu bewegen, die Reformation in Hessen so schnell wie möglich einzuführen. Kerns Vorhaben war erfolgreich, im Oktober 1526 ließ Philipp I. eine evangelische Landesordnung einführen. Über Kern ist nichts weiter bekannt.